# Ferrovia Pavia-Cremona
La ferrovia Pavia-Cremona è una linea ferroviaria italiana che collega Cremona con Pavia.
È gestita da Rete Ferroviaria Italiana (RFI), che la qualifica come linea complementare.

## Storia
| Tratta                   | Inaugurazione    |
| ------------------------ | ---------------- |
| Casalpusterlengo-Codogno | 14 novembre 1861 |
| Pavia-Casalpusterlengo   | 15 dicembre 1866 |
| Codogno-Cremona          | 15 dicembre 1866 |

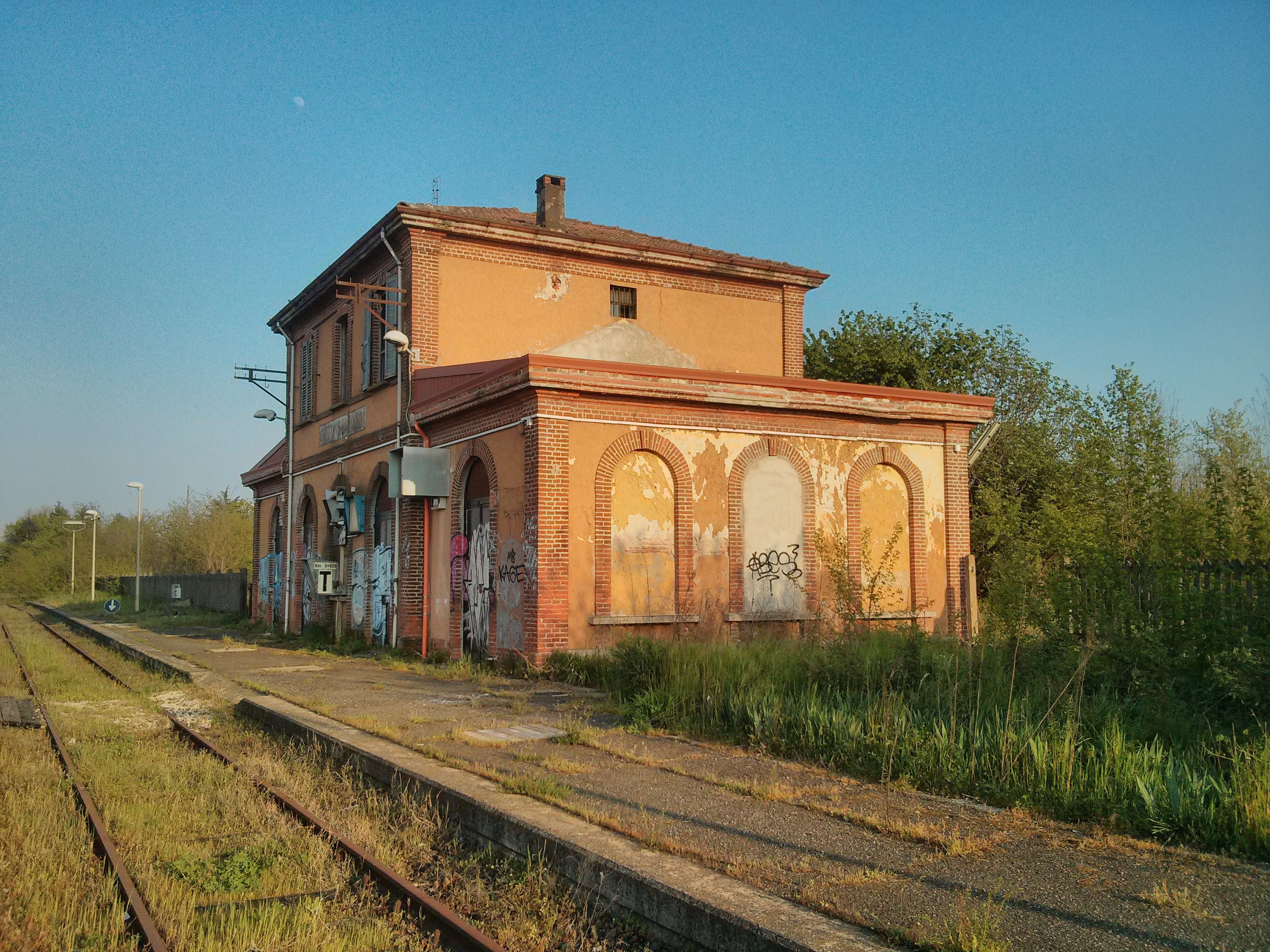
La ferrovia nei pressi della stazione di Motta San Damiano

La linea ferroviaria fu concepita nell'ottica di un collegamento tra Brescia e la rete piemontese, il cui punto privilegiato d'innesto avrebbe dovuto essere Pavia. Erano previste due opzioni per il tracciato: la prima prevedeva il passaggio per Soncino, Crema e Lodi, mentre la seconda per Cremona, a quel tempo capolinea della linea per Treviglio. Fu preferita la seconda opzione, scelta che raccolse pure il favore delle autorità mantovane, interessate a dotare la loro città di un collegamento ferroviario per Milano più breve di quello allora esistente, passante per Verona.
La costruzione della linea Pavia-Cremona-Brescia e il suo esercizio furono affidati alla Società Italiana per le strade ferrate meridionali del conte Bastogi nel 1862. Per motivi politici e giuridici, infatti, la Camera dei deputati si era rifiutata di riconoscere la concessione alla Società per le Ferrovie dell'Alta Italia (SFAI), di proprietà dei Rothschild e gestore di gran parte delle linee ferroviarie del Nord Italia. La strada ferrata fu aperta il 15 dicembre 1866; utilizzava il tronco Casalpusterlengo a Codogno della ferrovia Milano-Bologna e il tronco da Cremona a Olmeneta della ferrovia Treviglio-Cremona, entrambi di proprietà della stessa SFAI.
Nel 1868 la Società Meridionale, in difficoltà per la gestione di una linea lontana dal resto della sua rete sociale, decise di venderla alla SFAI al prezzo di 6 milioni di franchi.
A seguito della convenzione del 1885, la Pavia-Cremona venne assegnata alla Rete Adriatica, ritornando quindi nella sfera della Meridionale. Nel 1905, con la statalizzazione delle ferrovie, la linea passò sotto l'egida delle Ferrovie dello Stato.

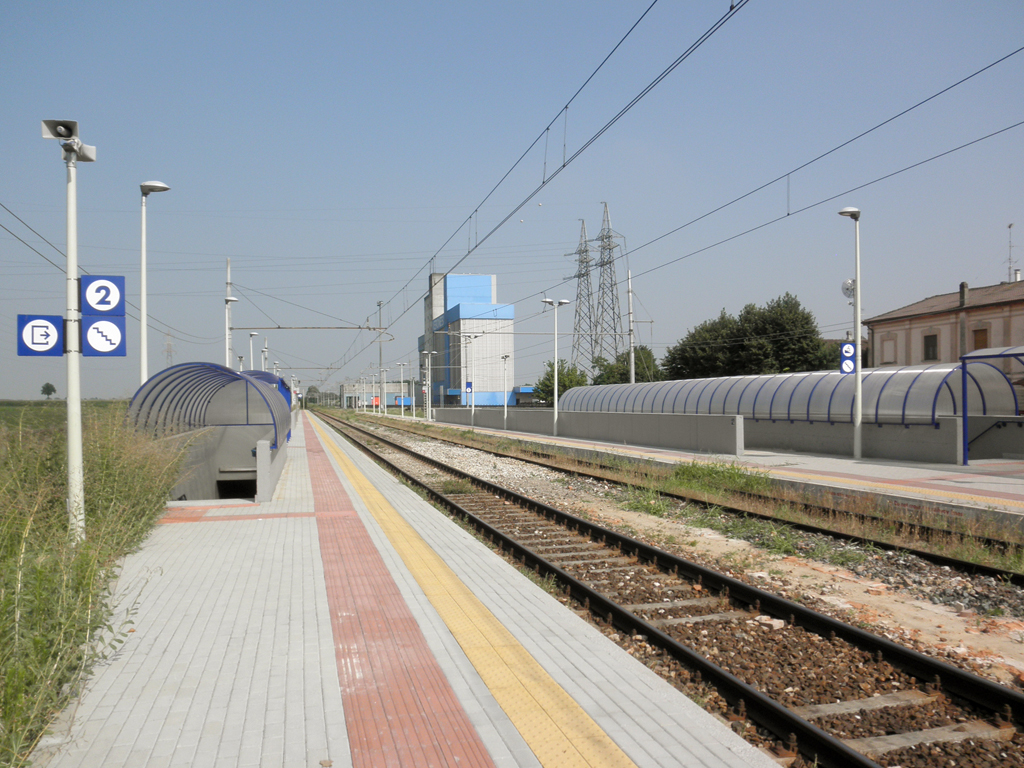
La linea nei pressi della stazione di Acquanegra Cremonese

L'elettrificazione lungo la tratta da Codogno a Cremona venne attivata il 29 ottobre 1977.
Nel mese di settembre 2015 è stato attivato il raddoppio del binario tra le stazioni Cava Tigozzi e Cremona. L'intervento ha permesso di separare il traffico merci da quello passeggeri, migliorando il livello di servizio dell'intera linea.

## Caratteristiche
La linea ferroviaria ha un percorso pianeggiante e privo di gallerie; lo scartamento è quello ordinario da 1435 mm. Il binario è doppio nel tratto tra Casalpusterlengo e Codogno, che è in comune con la ferrovia Milano-Bologna, e nel tratto tra Cava Tigozzi e Cremona, mentre il resto del percorso è a binario singolo.
Il tratto tra Pavia e Casalpusterlengo non è elettrificato, supporta un peso assiale di 20 t per asse, presenta una pendenza massima del 4‰ ed è omologato per una velocità massima di 110 km/h. Il tratto tra Casalpusterlengo e Cremona, invece, è elettrificato in corrente continua a 3000 V, supporta un peso assiale di 22,5 t per asse, presenta una pendenza massima dell'8‰ ed è omologato per una velocità massima di 140 km/h.
Nel tratto tra Pavia e Pavia Porta Garibaldi la ferrovia presenta un tratto urbano che attraversa la città di Pavia al di sotto del livello della strada, con due tunnel, a ridosso del centro storico e delle antiche mura.
| Unknown route-map component "CONTgq" | Unknown route-map component "STR+r" |  |

| Station on track |

|  | Unknown route-map component "ABZgl" | Unknown route-map component "CONTfq" |

| Unknown route-map component "uexCONTgq" | Unknown route-map component "emKRZu" | Unknown route-map component "uexCONTfq" |

| Stop on track |

| Small bridge over water |

| Unknown route-map component "HSTeBHF" |

| Stop on track |

| Station on track |

| Unknown route-map component "hKRZWae" |

| Station on track |

| Stop on track |

| Stop on track |

| Station on track |

| Unknown route-map component "KINTaq" | Unknown route-map component "ABZgr" |  |

| Stop on track |

| Unknown route-map component "hKRZWae" |

| Stop on track |

| Station on track |

| Unknown route-map component "SKRZ-Au" |

| Unknown route-map component "CONTgq" | Unknown route-map component "KRZu" | Unknown route-map component "CONTfq" |

|  | Unknown route-map component "ABZg+l" | Unknown route-map component "CONTfq" |

| Station on track |

| 41+605  |
| 163+832 |

| Station on track |

| 158+959 |
| 0+000   |

| Unknown route-map component "CONTgq" | Unknown route-map component "ABZgr" |  |

| Stop on track |

| Station on track |

| Unknown route-map component "hKRZWae" |

| Unknown route-map component "HSTeBHF" |

| Station on track |

| Unknown route-map component "exLSTR+l" | Unknown route-map component "eKRZo" | Unknown route-map component "exCONTfq" |

| Unknown route-map component "exLSTR" | Station on track |  |

| Unknown route-map component "exLSTR" + Unknown route-map component "CONTg@Gq" | Unknown route-map component "ABZgr" |  |

| Unknown route-map component "exLKRWl" | Unknown route-map component "eKRWg+r" |  |

| Unknown route-map component "CONTgq" | Unknown route-map component "ABZg+r" |  |

| Station on track |

|  | Unknown route-map component "ABZgl" | Unknown route-map component "CONTfq" |

| Continuation forward |

## Traffico

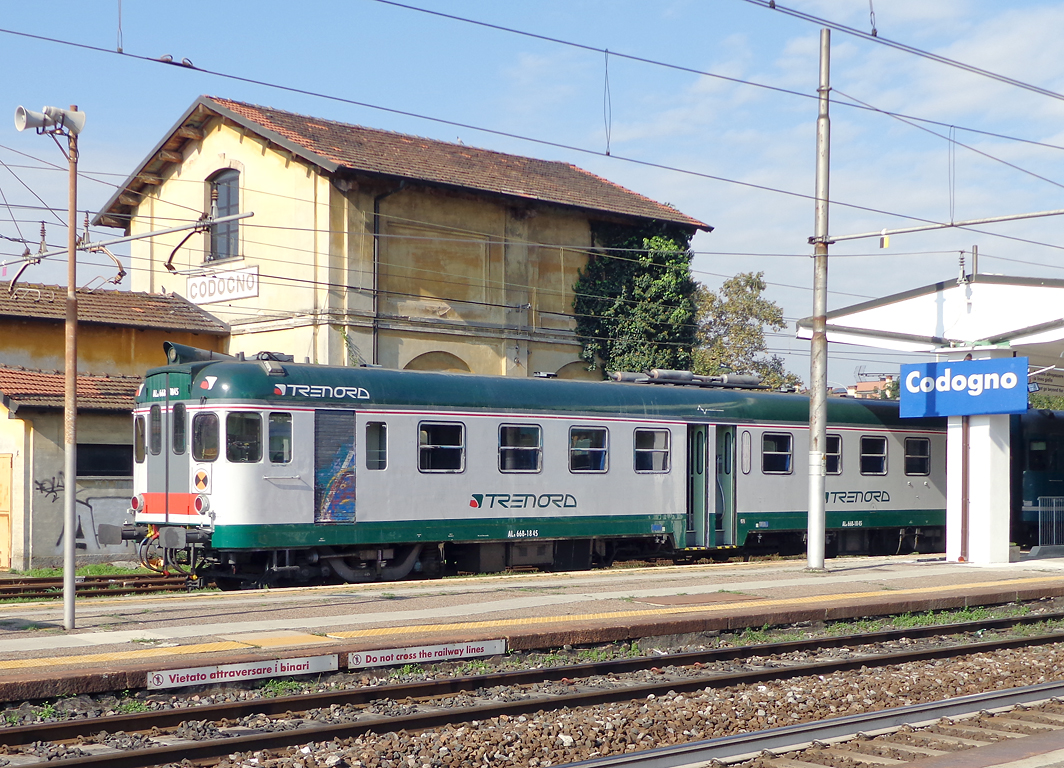
Automotrice ALn 668.1845 di Trenord in sosta a Codogno, in attesa di espletare un treno regionale per Pavia

La linea è servita dai treni regionali operati da Trenord lungo le relazioni Pavia-Codogno e Codogno-Cremona e RegioExpress lungo la direttrice Milano-Mantova, nell'ambito del contratto di servizio stipulato con la regione Lombardia, oltre che da alcuni convogli stagionali estivi diretti verso le località poste sulla costa adriatica.
Il traffico merci lungo il tronco occidentale della linea è costituito da convogli che trasportano automobili ed afferiscono ad un terminal logistico dell'azienda giapponese Toyota raccordato alla linea in prossimità della stazione di Chignolo Po, raggiunto da diverse relazioni operate da Mercitalia a diversa cadenza e provenienti da vari paesi europei.
Lungo il tronco orientale della ferrovia il traffico merci è principalmente dovuto all'interscambio con il porto fluviale di Cremona, che è direttamente collegato con lo scalo merci della stazione di Cava Tigozzi. 

### Esplicative
1. ↑  Parte della linea Milano-Bologna.

### Bibliografiche
1. ↑   Rete FS in esercizio (PDF), su rfi.it. URL consultato il 9 giugno 2020 (archiviato dall'url originale il 22 febbraio 2012).
2. 1 2   Prospetto cronologico dei tratti di ferrovia aperti all'esercizio dal 1839 al 31 dicembre 1926, su trenidicarta.it. URL consultato il 9 giugno 2020.
3. ↑  Spinelli, p. 13.
4. ↑  Zaninelli, pp. 120-122.
5. 1 2  Zaninelli, p. 140.
6. ↑  Legge 21 agosto 1862, n. 763, in materia di "Con cui e' autorizzato il Governo a concedere al conte Bastogi la costruzione e l'esercizio delle strade ferrate meridionali, e di una linea da Voghera a Pavia e da Pavia a Brescia per Cremona."
7. ↑  Zaninelli, pp. 131-132.
8. ↑   Camillo Bossi, Carta delle Strade Ferrate Italiane coll'indicazione della divisione delle reti (JPG), su miol.it, Giuseppe Civelli Editore, 1885.
9. ↑   Notizie flash, in Italmodel Ferrovie, n. 210, dicembre 1977,  p. 712.
10. ↑  Circolare Territoriale 32/2015 di RFI
11. 1 2 3 4   Linea ferroviaria Codogno - Mantova, su lombardia.portale-infrastrutture.it, 9 luglio 2018. URL consultato l'11 febbraio 2023.
12. 1 2   Linea ferroviaria Pavia - Casalpusterlengo, su lombardia.portale-infrastrutture.it, 12 luglio 2018. URL consultato l'11 febbraio 2023.
13. ↑   Ordine di servizio n. 26, Ferrovie dello Stato, 1926.
14. ↑   Linee regionali, su trenord.it. URL consultato l'11 febbraio 2023.
15. ↑   Parte con il botto il 2022 di Mercitalia: in arrivo nuovi servizi per automotive, carta e siderurgia, in Supply Chain Italy, 19 gennaio 2022. URL consultato l'11 febbraio 2023.
16. ↑   Le infrastrutture nodali merci (PDF), su provincia.cremona.it. URL consultato l'11 febbraio 2023.